# ハリウッド・ブロンズ
ザ・ハリウッド・ブロンズ（The Hollywood Blonds）は、1970年代にアメリカ合衆国で活動した、プロレスラーのジェリー・ブラウンとバディ・ロバーツによるタッグチームである。綴り字は女性形を用い "The Hollywood Blondes" とされる場合もある。
ゴールデン・グラハムズ、バリアント・ブラザーズ、ブロンド・ボンバーズ（リップ・ホーク&スウェード・ハンセン、レイ・スティーブンス&パット・パターソン）などと並ぶヒールの金髪タッグチームとして一世を風靡し、日本でも実績を残した。
昭和期の日本では「ハリウッド・ブロンドス」と呼称されていたが、本項では原音に近い表記を使用する。なお、1993年にWCWで活動したスティーブ・オースチンとブライアン・ピルマンのリメイク版ハリウッド・ブロンズ（後述）と区別するために、便宜上「オリジナル・ハリウッド・ブロンズ」とも呼ばれる。

## 来歴
レロイ・マクガークの運営していたオクラホマのNWAトライステート地区にて、当初は "ダンディ" ジャック・ドノバンとジェリー・ブラウンのチームとして結成されるが、ほどなくしてドノバンが足首を負傷し戦線を離脱。後任としてバディ・ロバーツがブラウンの新パートナーに起用され、サー・オリバー・フンパーディンクをマネージャーに、1970年より本格的な活動を開始する。
以降、ベテランのブラウンのリードのもと若いロバーツが動き回るという戦術で各地区のタッグ戦線を席巻。トライステート地区では1970年5月8日、トーナメントの決勝でビル・ワット&ダニー・ホッジを破りUSタッグ王座を獲得。1971年6月1日にはモントリオールのグランプリ・レスリングにて、マッドドッグ・バション&ブッチャー・バションからGPWタッグ王座を奪取。以降も1973年にかけて、ジョー・ルダック&ポール・ルダック、キラー・コワルスキー&ジル・ポワソン、エドワード・カーペンティア&ブルーノ・サンマルチノなどのチームを相手に、同王座を争った。
モントリオールで活動中の1971年10月、「ブロンド・ボンバーズ」のチーム名で国際プロレスに初来日。残留参戦した11月末開幕のシリーズにおいて、11月30日に越谷、12月12日に飯能にて、ラッシャー木村&サンダー杉山のIWA世界タッグ王座に連続挑戦。1974年1月の再来日でも、新王者チームの木村&グレート草津が保持していた同王座に挑戦した。
1974年3月19日にはフロリダにて、ケビン・サリバン&ヘイスタック・カルホーンからフロリダ・タッグ王座を奪取。ロサンゼルスでは同年12月から翌1975年7月にかけて、ルイ・ティレ&ビクター・リベラ、ポークチョップ・キャッシュ&S・D・ジョーンズ、ジョン・トロス&ルイ・ティレ、ブラック・ゴールドマン&エル・ゴリアスなどのチームを破り、アメリカス・タッグ王座を通算4回獲得した。
1975年8月1日にはロサンゼルスに遠征してきたアントニオ猪木&坂口征二の北米タッグ王座に挑戦。この試合はノーコンテストの判定が下され、タイトルは空位となる。同月、決着をつけるべく新日本プロレスに初参加。9月22日の愛知県体育館での王座決定戦で坂口&ストロング小林を破ってチャンピオン・チームとなったが、10日後の10月2日、大阪府立体育館にて猪木&坂口に奪回された。
1976年は古巣のトライステート地区に戻り、3月18日にグレッグ・バレンタイン&ゴージャス・ジョージ・ジュニアを下してUSタッグ王座への通算5回目の戴冠を果たした。同年下期は新日本プロレスへの再来日を経てフロリダ地区に再び参戦し、9月7日にボブ・バックランド&スティーブ・カーンを破りフロリダ・タッグ王座にも返り咲いている。フロリダではジャック・ブリスコ&ジェリー・ブリスコの兄弟チームとも抗争を展開した。
翌1977年はNWAミッドアトランティック地区に登場、1月17日にディノ・ブラボー&ティム・ウッズからミッドアトランティック・タッグ王座を奪取した。同年下期からはテネシー州メンフィスのNWAミッドアメリカ地区にて活動、7月25日にカウボーイ・ボブ・エリス&ジム・ガービンを破ってミッドアメリカ版の南部タッグ王座を獲得し、ノーベル・オースチン&パット・バレットなどのチームとタイトルを争った。
1978年1月に新日本プロレスに参戦するが、同年よりチームは解散状態となり、ブラウンはカンザスシティのセントラル・ステーツ・レスリング、ロバーツはテキサスのNWAビッグタイム・レスリングにて個別に活動。翌1979年8月の新日本プロレスへの4度目の来日を最後に、タッグチームとしての活動に終止符を打った。この最後の来日時にも、8月31日に宮崎にて坂口&長州力の北米タッグ王座に挑戦している。
その後、1980年代に入りブラウンは引退。ロバーツはミッドサウス地区でマイケル・ヘイズ&テリー・ゴディと邂逅し、彼らのプレイング・マネージャーとしてファビュラス・フリーバーズに加入、マット界のタッグマッチ戦線に再び参入することとなった。

## リメイク
"オリジナル" ハリウッド・ブロンズ解散後、彼らをリメイクしたタッグチームは各地で度々出現し、チーム名もそのまま拝借していた。1970年代末にWWCで "プリティ・ボーイ" ラリー・シャープと "ダイナマイト" ジャック・エバンスが、1984年にNWAジョージア地区で "ハスラー" リップ・ロジャースとテッド・オーツがハリウッド・ブロンズを名乗ったが、いずれも短期間の活動で終わっている。
1993年にはWCWで、当時短めのブロンド・ヘアだった "スタニング" スティーブ・オースチンと "フライング" ブライアン・ピルマンがハリウッド・ブロンズを結成。3月2日にリッキー・スティムボート&シェーン・ダグラスからWCW世界タッグ王座を奪取し、リック・フレアー率いるフォー・ホースメンとも抗争、業界紙レスリング・オブザーバーの1993年度の "Tag Team of the Year" に選出されるなど、リメイク版のチームではもっとも大きな成功を収めた。タッグ王座を失った後、オースチンとピルマンは仲間割れを起こして抗争を展開。その後、オースチンがストーン・コールド、ピルマンがルース・キャノンの新キャラクターとなってWWFで再び対峙した1996年にも、WCW時代の因縁を下敷きにした両者の抗争アングルが展開された。

## 獲得タイトル
新日本プロレス
- NWA北米タッグ王座：1回[10]

グランプリ・レスリング
- GPWタッグ王座：1回[5]

NWAトライステート
- NWA USタッグ王座（トライステート版）：5回[4]

チャンピオンシップ・レスリング・フロム・フロリダ
- NWAフロリダ・タッグ王座：2回[8]

NWAハリウッド・レスリング
- NWAアメリカス・タッグ王座：4回[9]

ミッドアトランティック・チャンピオンシップ・レスリング
- NWAミッドアトランティック・タッグ王座：1回[12]

NWAミッドアメリカ
- NWA南部タッグ王座（ミッドアメリカ版）：3回[13]